# Ulrich Luz
Pour les articles homonymes, voir Luz.
Ulrich Luz, né le 23 février 1938 à Männedorf (canton de Zurich) et mort le 13 octobre 2019 à Laupen), est un bibliste suisse, théologien protestant, professeur émérite à l'université de Berne. Spécialiste de l'Évangile selon Matthieu, il est président de la Studiorum Novi Testamenti Societas en 1997.

## Biographie
Ulrich Luz étudie la théologie protestante aux universités de Zurich, de Göttingen et de Bâle sous la direction de Hans Conzelmann, d'Eduard Schweizer et de Gerhard Ebeling.
En 1970-1971, il enseigne à l'International Christian University de Tokyo, avant de devenir professeur de Nouveau Testament à l'université de Göttingen, puis à l'université de Berne jusqu'à sa retraite en 2003.
Ses travaux d'exégèse sur l'Évangile selon Matthieu, publiés en plusieurs volumes sur une période de 20 ans, font figure de référence.

## Publications

### Ouvrages
- Das Evangelium nach Matthäus, EKK I/1–4. Benziger, Zürich / Neukirchener, Neukirchen-Vluyn 1985ff
  - Teilband 1 : Mt 1–7, 1985. 5e édition 2002,  (ISBN 3-7887-1829-3).
  - Teilband 2 : Mt 8–17, 1990. 4e édition 2007,  (ISBN 3-7887-2261-4).
  - Teilband 3 : Mt 18–25, 1997,  (ISBN 3-7887-1580-4).
  - Teilband 4 : Mt 26–28, 2002,  (ISBN 3-7887-1681-9).

- Das Geschichtsverständnis des Paulus. Dissertation und Habilitation. Kaiser, Münich 1968 (Beiträge zur evangelischen Theologie, 49).
- Die Jesusgeschichte des Matthäus. Neukirchener, Neukirchen-Vluyn 1993. 2e édition 2008,  (ISBN 3-7887-1445-X).

### Ouvrages écrits en collaboration
- avec Yagi Seiichi, Gott in Japan, Kaiser, Munich, 1973.
- avec Pinchas Lapide, Der Jude Jesus. Thesen eines Juden – Antworten eines Christen, Benziger, Zürich, 1979.
  - Révision : Patmos, Düsseldorf 1999, 2e édition 2003,  (ISBN 3-491-69405-1).
- avec Rudolf Smend, Gesetz, Kohlhammer, Stuttgart 1981 (Biblische Konfrontationen, 1015).
- comme co-auteur : Eschatologie und Friedenshandeln. Exegetische Beiträge zur Frage christlicher Friedensverantwortung, Katholisches Bibelwerk, Stuttgart 1981, 2e édition 1982,  (ISBN 3-460-04011-4) (Stuttgarter Bibelstudien, 101).
- comme directeur, Zankapfel Bibel. Eine Bibel – viele Zugänge. Ein theologisches Gespräch, TVZ, Zürich 1992, 3e édition 2002,  (ISBN 3-290-10874-0).
- avec Hans Weder (Hrsg.), Die Mitte des Neuen Testaments. Einheit und Vielfalt neutestamentlicher Theologie, célébration pour Eduard Schweizer le jour de son 70e anniversaire, Vandenhoeck & Ruprecht, Göttingen 1983.
- comme co-auteur, Mitte der Schrift? Ein jüdisch-christliches Gespräch, texte du Berner Symposiums du 6 au 12 janvier 1985, Lang, Bern 1987 (Judaica et Christiana, 11).
- avec Christian Link, Lukas Vischer, „Sie aber hielten fest an der Gemeinschaft“. Einheit der Kirche als Prozess im Neuen Testament und heute, Reinhard/Benziger, Bâle/Zürich 1988.
  - Révision : Ökumene im Neuen Testament und heute, Vandenhoeck & Ruprecht, Göttingen 2009,  (ISBN 978-3-525-56355-7).
- avec Jürgen Becker : Der Brief an die Epheser. Der Brief an die Kolosser in Die Briefe an die Galater, Epheser und Kolosser, Vandenhoeck & Ruprecht, Göttingen 1998,  (ISBN 3-525-51340-2), p. 105–244 (NTD 8,1).
- avec Walter Dietrich, Martin George (Hrsg.) : Antijudaismus – christliche Erblast, Kohlhammer, Stuttgart 1999.
- avec Axel Michaels : Jesus oder Buddha. Leben und Lehre im Vergleich, Beck, Munich 2002,  (ISBN 3-406-47602-3) (BsR 1462).

## Honneurs et distinctions
Ulrich Luz est titulaire de sept doctorats honoris causa, dont un décerné par la faculté de théologie de l'université d'Uppsala.
En 2010, il reçoit la médaille Burkitt de la British Academy.